# Župić
Župić je naselje u Republici Hrvatskoj, u sastavu Grada Petrinja, Sisačko-moslavačka županija. 

## Stanovništvo
Prema popisu stanovništva iz 2001. godine, naselje je imalo 82 stanovnika te 34 obiteljskih kućanstava.
| broj stanovnika | 28    |       |       | 121   | 128   | 154   | 158   | 185   | 162   | 156   | 154   | 147   | 147   | 109   | 82    | 85    | 74    |
|                 | 1857. | 1869. | 1880. | 1890. | 1900. | 1910. | 1921. | 1931. | 1948. | 1953. | 1961. | 1971. | 1981. | 1991. | 2001. | 2011. | 2021. |

## Povijest
Dana 28. prosinca 2020. u ovom selu na dubini od 10 km nalazio se epicentar potresa magnitude 5,2 ML.